# Districte de Teltow-Fläming
El Districte de Teltow-Fläming (en alemany: Landkreis Teltow-Fläming) és un Landkreis (districte) situat al sud de l'estat federal de Brandenburg (Alemanya). La capital del districte recau sobre la ciutat de Luckenwalde.

## Geografia
Els municipis veïns són: per l'est els del districte de Dahme-Spreewald, al sud amb els del districte de Elbe-Elster, a l'oest amb els del districte de Potsdam-Mittelmark i del districte de Wittenberg i al nord amb l'àrea metropolitana de Berlín.

## Composició del Districte
| Ciutats      | Habitants (30 de juny de 2006) |
| ------------ | ------------------------------ |
| Ludwigsfelde | 24.354                         |
| Luckenwalde  | 21.272                         |
| Zossen       | 17.257                         |
| Jüterbog     | 13.114                         |
| Trebbin      | 9.255                          |
| Dahme/Mark¹  | 5.742                          |
| Baruth/Mark  | 4.389                          |

| Municipis           | Habitants (30 de juny de 2006) |
| ------------------- | ------------------------------ |
| Blankenfelde-Mahlow | 24.433                         |
| Rangsdorf           | 9.588                          |
| Nuthe-Urstromtal    | 7.113                          |
| Großbeeren          | 7.062                          |
| Niedergörsdorf      | 6.818                          |
| Am Mellensee        | 6.700                          |
| Niederer Fläming    | 3.531                          |
| Ihlow¹              | 808                            |
| Dahmetal¹           | 535                            |

¹per Amt Dahme/Mark Municipis